# Natalja Zasulskaja
Natalja Zasulskaja, född den 28 maj 1969 i Kaunas, Litauiska SSR, Sovjetunionen (dagens Litauen), är en rysk basketspelare
Hon var med och tog OS-guld 1992 i Barcelona. Hon tävlade för det förenade laget.